# Gasanalyse
Die Gasanalyse ist ein Teilgebiet der Analytischen Chemie. Mit Hilfe chemischer und physikalischer Methoden wird die qualitative und quantitative Zusammensetzung von Gasen und Gasgemischen untersucht. Einfache Voruntersuchungen lassen sich mittels spezieller Reagenzien in Reagenzglasversuchen sowie mit Reagenzpapieren durchführen.

## Einfache qualitative Nachweise

### Saure und basische Gase
Sauer oder basisch reagierende Gase wie Chlorwasserstoff, Schwefeldioxid, Ammoniak oder flüchtige Amine verändern den pH-Wert wässriger Lösungen. Dies kann mit Farbindikatoren geprüft werden. Dazu leitet man das zu prüfende Gas durch die Indikatorlösung oder man benutzt ein angefeuchtetes Indikatorpapier.

### Fällungsreaktionen
Bleiacetatlösung wird zum Schwefelwasserstoffnachweis verwendet, wobei schwarzes Bleisulfid ausfällt. Dazu kann auch feuchtes Bleiacetatpapier verwendet werden. Kohlendioxid lässt sich mit Kalkwasser oder Bariumhydroxidlösung nachweisen. Dabei fallen die weißen Erdalkalicarbonate aus. Bei Bariumhydroxidlösung ist der Effekt deutlicher, weil die Substanz sich erheblich besser in Wasser löst als Calciumhydroxid. Acetylen kann man mit einer Silbernitratlösung nachweisen. Es fällt graues Silberacetylid aus.

## Halbquantitative Nachweise
Mit Prüfröhrchen, welche mit einer Trägersubstanz und einem Reagenz gefüllt sind, kann ein Gas halbquantitativ untersucht werden. Dazu pumpt man eine genau festgelegte Gasmenge durch das Prüfröhrchen. Dabei schreitet eine sichtbare Reaktionsfront durch die Füllung des Röhrchens. Anhand einer (meist logarithmischen) Skala wird der ungefähre Analytgehalt abgelesen (zum Beispiel in ppm). In diese Kategorie gehören auch die althergebrachten Alkoholprüfröhrchen. Sie sind mit Kaliumdichromat/Schwefelsäure beschickt und gestatten eine ja/nein-Aussage, ob die Promillegrenze an Blutalkohol überschritten wurde, denn der Alkoholgehalt der Atemluft hängt von der Blutalkoholkonzentration ab. Bei der Reaktion im Prüfröhrchen reduziert der Alkohol das orangefarbene Dichromat zum tiefgrünen Chrom(III).
Es gibt eine breite Palette an Prüfröhrchen für fast alle praktisch relevanten Gase und Dämpfe. Sie werden vor allem bei den Feuerwehren und Gefahrstoffdiensten eingesetzt, um schnelle Aussagen über gefährliche Gase in der Umgebungsluft zu erhalten.

## Quantitative Bestimmung von gasförmigen Komponenten

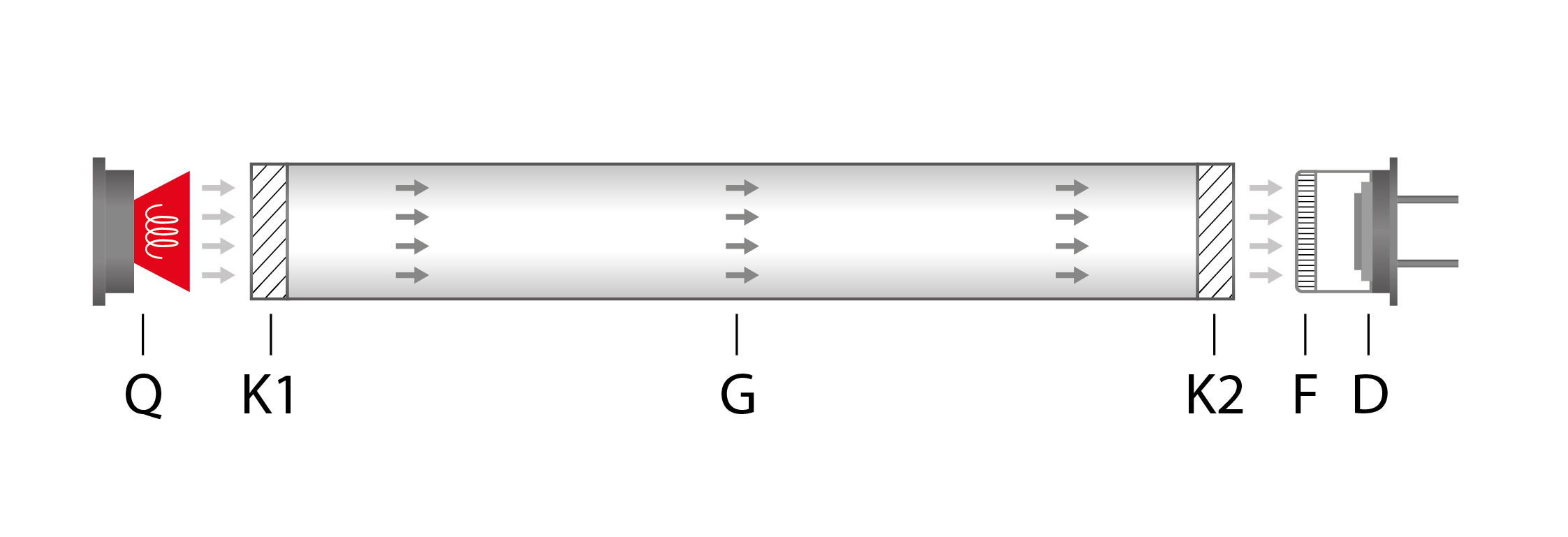
Transmissionsmessanordnung beim NDIR-Prinzip
Q: Infrarotstrahlungsquelle
K1 und K2: Fenster der Gasküvette mit dem Gas G
F: optischer Bandpassfilter
D: breitbandiger Infrarotdetektor

Die gasförmigen Analyten werden zumeist quantitativ von Flüssigkeiten absorbiert, an Adsorbentien (wie Aktivkohle) gebunden oder in Kühlfallen ausgefroren. Anschließend werden beispielsweise die Flüssigkeiten weiter untersucht. Zu den klassischen Methoden gehören hierbei die Untersuchung von Gasgemischen mit der Gasbürette, die Gravimetrie und die Volumetrie. Heutzutage können viele Gasanalysen auch mit automatischen Instrumenten durchgeführt werden. Viele dieser Verfahren spielen in der organischen Elementaranalyse eine zentrale Rolle. Für komplizierter zusammengesetzte Gasgemische, vor allem im Spurenbereich, bietet sich die Gaschromatographie an. Weitere Methoden, die häufig in industriellen Prozessen verwendet werden, sind die IR-Spektroskopie, Massenspektrometrie und Wärmeleitfähigkeitsmessungen.

### Kohlenstoffdioxid
Kohlenstoffdioxid lässt sich bestimmen, indem man das Gas durch eine starke Kaliumhydroxidlösung leitet. Der Behälter wird vorher und nachher gewogen. Die Gewichtsdifferenz entspricht der absorbierten Kohlenstoffdioxidmenge. Ein geeigneter Apparat wurde von Justus von Liebig erfunden: Der Fünf-Kugel-Apparat.

### Sauerstoff
Elementarer Sauerstoff ist zwar reaktionsfreudig, aber spontan reagiert er nur mit wenigen Stoffen. Von einer stark basischen Pyrogallollösung wird er begierig und quantitativ absorbiert.

### Halogenwasserstoff
Die Halogenwasserstoffe können in einer Lauge absorbiert werden. Anschließend wird neutralisiert und mit Silbernitrat titriert. Bei potentiometrischer Indikation lassen sich Chlorid, Bromid und Iodid nebeneinander bestimmen. Gleiches ist mit der Ionenchromatographie möglich.